# Richard Cobden

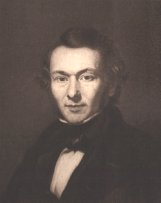
Richard Cobden

Richard Cobden (* 3. Juni 1804 in Dunford bei Heyshott, Chichester, Sussex; † 2. April 1865 in London) war ein britischer Unternehmer und die führende Figur des Manchesterliberalismus und der Freihandelsbewegung.

## Leben

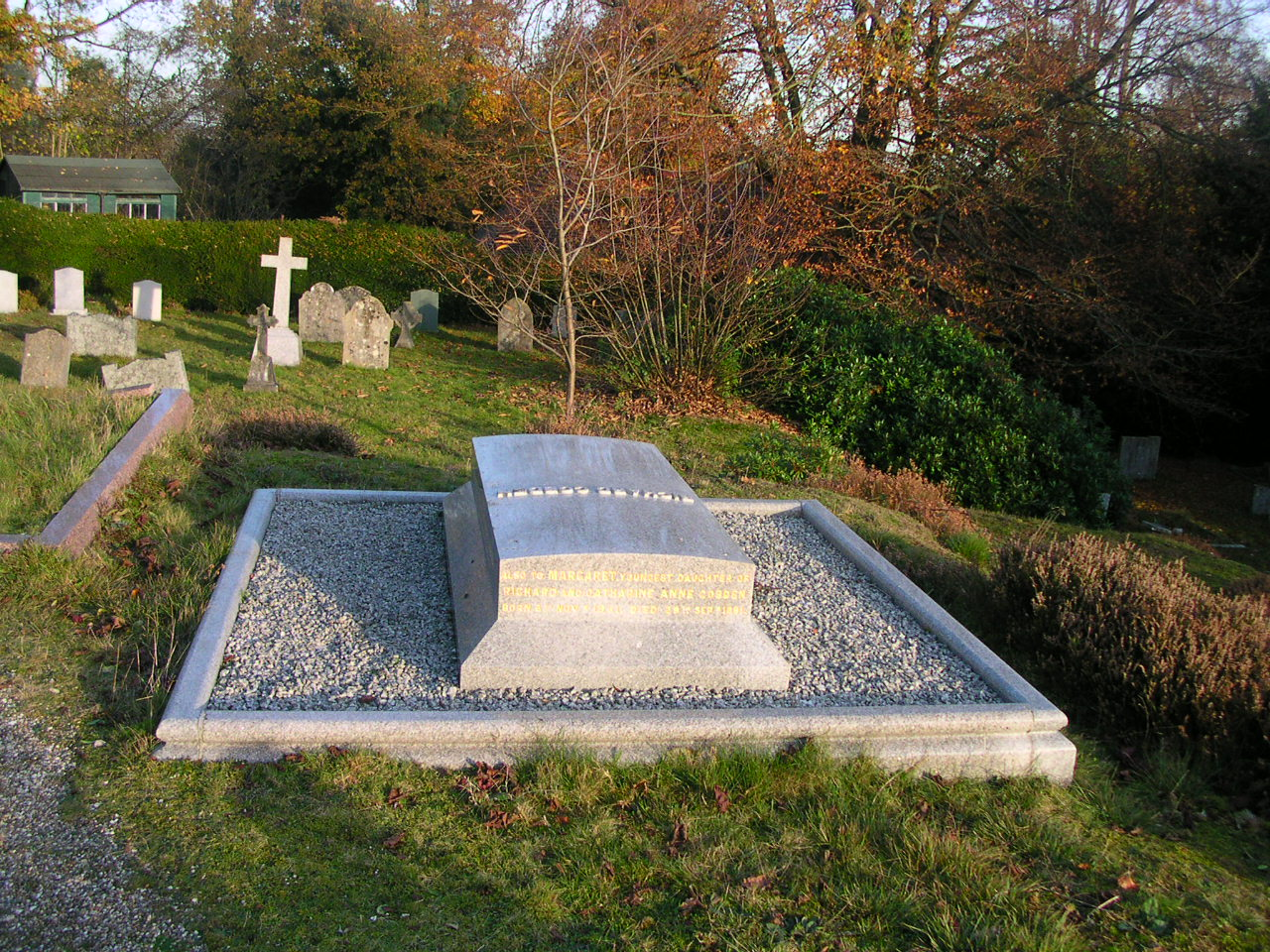
Cobdens Grab in West Lavington

Richard Cobden wurde in armen Verhältnissen geboren; er hatte elf Geschwister. Weil der Vater sehr arm war und seine Existenz durch die Corn Laws noch besonders gefährdet wurde, wuchs Richard Cobden bei einem Onkel in Yorkshire auf. Der ermöglichte ihm den Schulbesuch. Fünfzehnjährig wurde er Angestellter in einem Londoner Warenhaus.
1831 gründete Cobden eine Firma in Lancashire, die sich mit der Verarbeitung von Baumwolle beschäftigte. 1833 reiste er nach Frankreich, ans Mittelmeer und nach Amerika. 1836/37 führten weitere Reisen in die Türkei, nach Spanien und nach Ägypten. 1839 gründete Cobden die Freihandelsbewegung (Anti-Corn Law League). In diese Zeit fällt die Zusammenarbeit mit John Bright. 1841 wurde Cobden ins House of Commons gewählt.
1840 heiratete Richard Cobden die Waliserin Catherine Anne Williams. Der einzige Sohn aus dieser Ehe starb 1856 im Alter von 15 Jahren. Außerdem hatte Cobden fünf Töchter; darunter: Jane – sie heiratete den Verleger Thomas Fisher Unwin, Ellen – die erste der drei Ehefrauen des Malers Walter Sickert – sowie Anne, die Suffragette und Ehefrau des Buchbinders T.J. Sanderson.

## Wirken und Schaffen

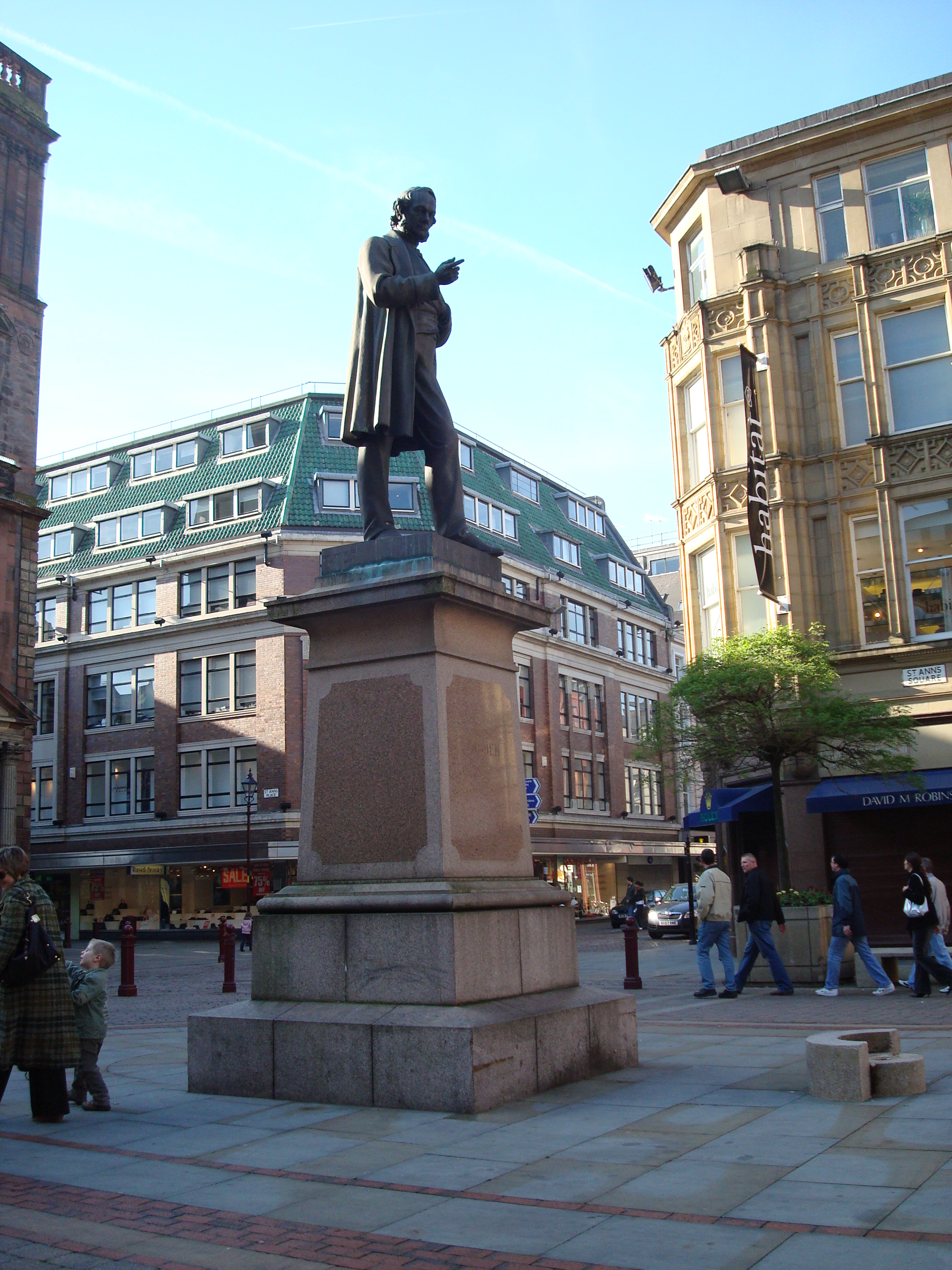
Denkmal für Cobden in Manchester

Cobden sorgte mit Reden in ganz England dafür, dass die Idee des Freihandels populär wurde. Er gründete dafür mit seinen Mitstreitern John Bright, John Moore, Charles Pelham Villiers, Thomas Perronet Thompson, George Wilson und anderen die Anti-Corn Law League, die sich zunächst zum Ziel setzte, die Abschaffung des Getreide- und Lebensmittelgesetzes (corn and provisions law) durchzusetzen.
Das Getreidegesetz schloss ausländisches Getreide aus oder belegte es mit enormen Einfuhrzöllen. Die künstliche Erhöhung der Getreidepreise verteuerte das Brot der Armen und sorgte für Elend bei den Industriearbeitern. Die Pächter und landwirtschaftlichen Arbeiter profitierten nicht von den höheren Getreidepreisen, da der Überschuss an Arbeitern und die Konkurrenz untereinander sie zwang, sich mit den niedrigsten Arbeitseinkommen zufriedenzugeben. Der mit dem Elend der Industriearbeiter erkaufte Gewinn landete vielmehr bei den (adeligen) Grundbesitzern, die im Besitz der Regierungsmacht waren und sich bemühten, mit solchen Maßnahmen, ihren relativen Lebensstandard und Status gegenüber den aufsteigenden Unternehmern und industriellen Eliten zu halten.
Die Anti-Corn Law League verbreitete über neun Millionen Broschüren. Daraufhin gingen über 2000 Petitionen mit über 1,5 Millionen Unterschriften im Unterhaus ein. Die konservative Regierung (Tories) um Premierminister Robert Peel kam nicht darum herum, die Corn Laws abzuschaffen. 1846 fielen die Corn Laws; nach 1847 musste kein Brite mehr in Friedenszeiten hungern.
Die positiven Auswirkungen des Falls der Corn Laws hatten Vorbildcharakter. Richard Cobdens Bewegung wandte sich der Bekämpfung anderer Handelsbeschränkungen zu. Nach und nach fiel eine Handelbeschränkung nach der anderen, und stets profitiert die britische Wirtschaft, die Stadtbevölkerung und vor allem die großen Arbeitermassen. Für Cobdens Verdienste haben ihm britische Arbeiter Denkmäler aufgestellt. Richard Cobden galt als „Champion of the Poor“.
Der Cobden-Vertrag ist ein bilaterales Abkommen zwischen Großbritannien und Frankreich aus dem Jahr 1860. Der Cobden-Vertrag sorgte dafür, dass allein auf britischer Seite 371 Zölle fielen, er hatte in ganz Europa Vorbildcharakter.

## Cobdens Ideale
Richard Cobdens Arbeit zielte u. a. auf die Verbesserung der Situation der Armen ab. Mit der Abschaffung der Corn Laws und zahlreicher Handelsbeschränkungen, beabsichtigte Cobden, die Lebensumstände der Armen zu verbessern. Für dieses politische Ziel verschuldete er sich, so dass politische Freunde für ihn um Spenden warben.
Cobdens Idealismus zeigte sich in seiner Haltung zum Sezessionskrieg in den Vereinigten Staaten. Cobden hat die Befreiung der Sklaven begrüßt, ohne Rücksicht darauf, dass die Südstaaten freihändlerisch waren und die Nordstaaten protektionistisch – da so die Baumwollimporte aus den Südstaaten geringer wurden, musste Cobden mit eigenen wirtschaftlichen Verlusten rechnen. Richard Cobden und andere Manchesterliberale sorgten dafür, dass sich Großbritannien aus dem Krieg heraushielt. Für die Arbeiter, deren Existenz von der amerikanischen Baumwolle abhing, sammelte Cobden Spenden.

## Schriften
- England, Ireland and America, by a Manchester Manufacturer., 1835.
- Russia., 1836.
- 1793 and 1853 in Three Letters., 1853.
- How Wars are Got Up in India, The Origin of the Burmese War., 1853.
- What Next -- And Next? 1856.
- The Three Panics, An Historical Episode., 1862.
- John Bright (Hrsg.): Speeches on Questions of Public Policy. 2 Bände, J. E. Thorold Rogers, London 1870.